# Karol Hušek
Karol Hušek (2. června 1891 Ružomberok – 13. února 1972 Bratislava) byl slovenský a československý novinář a politik, poválečný poslanec Prozatímního Národního shromáždění a Ústavodárného Národního shromáždění za Demokratickou stranu.

## Biografie
Studoval práva na Budapešťské univerzitě a na Univerzitě Komenského v Bratislavě. Už před první světovou válkou působil jako novinář. Byl redaktorem revue Prúdy (1913–1914) a Slovenský tyždenník (1914–1915). Od listopadu 1915 byl členem skupiny protirakouského odboje okolo Vavro Šrobára.
V roce 1918 přivítal vznik Československa. V rezoluci přijaté krátce po vyhlášení republiky se ovšem přimlouval za to „vybudovat na území obývaném Slováky samostatný slovenský stát v rámci lidové republiky česko-slovenských zemí.“
Byl spoluzakladatelem Svazu slovenských novinářů a jeho prvním předsedou. V meziválečném období působil jako šéfredaktor agrárnického listu Slovenský denník a v letech 1945-1948 vedl list Čas (tiskový orgán Demokratické strany) v Bratislavě. Hlavním redaktorem Slovenského denníku byl v letech 1923–1938. Za tzv. slovenského štátu byl vězněný v Ilavě.
V letech 1945-1946 byl poslancem Prozatímního Národního shromáždění za Demokratickou stranu. Po parlamentních volbách v roce 1946 se stal poslancem Ústavodárného Národního shromáždění, kde formálně setrval do voleb do Národního shromáždění roku 1948. Po únorovém převratu v roce 1948 byla Demokratická strana proměněna na Stranu slovenské obrody jako satelitní formaci závislou na KSČ.